# Argumentum ex silentio

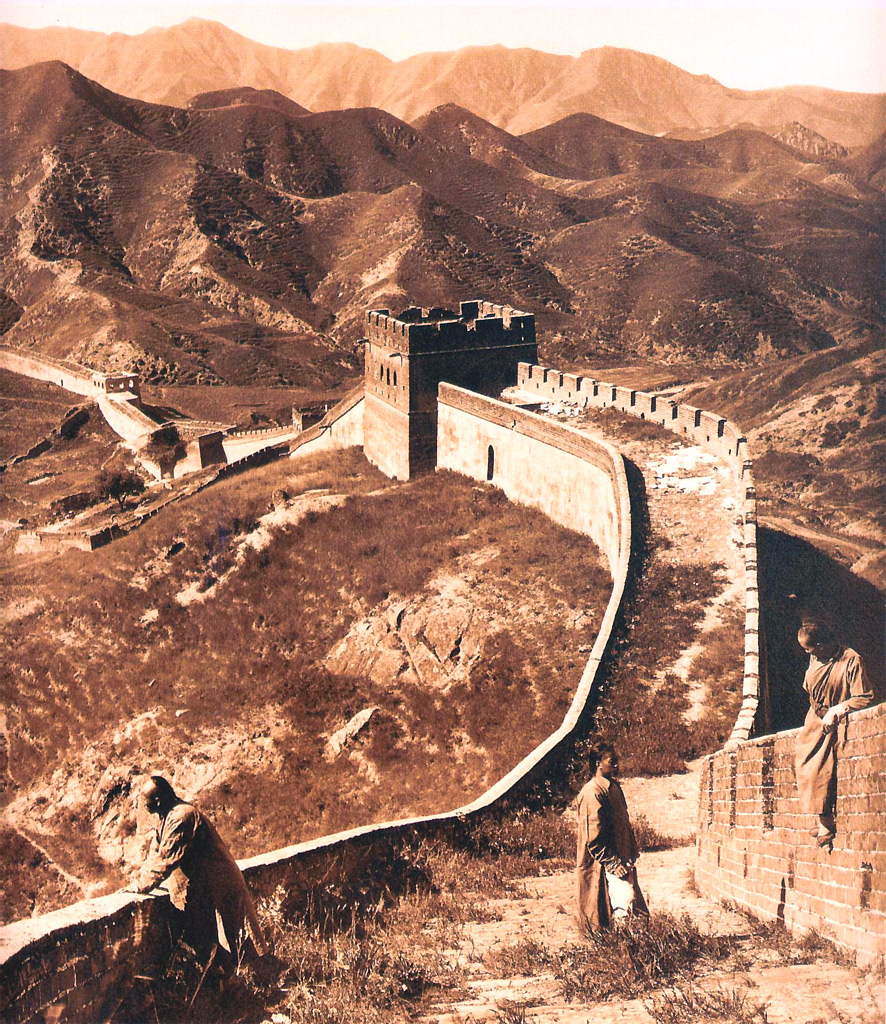
Журнали подорожей Марко Поло не містять ніяких згадок про Великий китайський мур, чим іноді аргументують що він ніколи не був у Китаї.

Argumentum ex silentio (укр. аргумент від тиші) — висновок, який ґрунтується на відсутності тверджень в історичних документах.
В історичному аналізі аргумент від тиші використовується для того, щоб поставити під сумнів не згадану подію. Використовується підхід — «що автор мав сказати», замість побудови аргументу на доступній інформації в наявних документах. Аргумент від тиші можна застосовувати до документу, якщо очікувалося, що автор мав би мати інформацію, збирався подавати повний опис ситуації, і подія чи річ була достатньо відома і цікава для згадки в той період часу.
Argumentum ex silentio, який базується на браку згадок певних подій, відрізняється від argumentum ad ignorantiam, який покладається на повну відсутність доказів і вважається ненадійним; хоча аргументи від тиші теж, як правило, розглядаються як слабкі в багатьох випадках чи навіть вважаються хибними.